# 堀越峠
堀越峠（ほりこしとうげ）は、京都府南丹市と福井県大飯郡おおい町の境にある峠。若狭丹波国境尾根に位置する峠の一つで、京都丹波高原国定公園の国定公園境界となっている。標高510メートル。

## 交通
若狭国と丹波国の間の若丹山地を越える峠で、旧道はかつて国道162号として利用されていたが、現在でも利用者は非常に少ないものの利用されている。
国道昇格直前の1949年（昭和24年）に自動車走行が可能となった。
現在の国道162号はこの堀越峠とは尾根を一つ隔てた東側の堀越トンネルルートを取っている。南丹市側には現道に「堀越峠」と書かれた案内が出ている。丹後国と若狭国を結んでいた峠であり、正保2年（1645年）「若狭敦賀之絵図」（酒井家文書）に記録されている。
峠付近の道路は、鯖街道（福井県-京都府）・周山街道（京都府）・堀越街道（福井県）などの別称がある。

### 道路状況
道は舗装されておらず、道幅も両側2車線に満たない程度の幅員となる区間も多いなど難路である。通常の状態なら一般的な車両での通行が可能だが、積雪時や荒天の日またはその直後などの通行は非常に危険であるほか、落石や土砂崩れなどの危険もある。また実際に土砂災害で寸断した場合でも、日常的に車両が通行する道路ではないので復旧までに大変時間がかかるが、それらの案内は必ずしもなされていない。

### 堀越トンネル
国道162号の京都府と福井県の境にある堀越峠の東側を南北に貫くトンネルである。片側1車線の幅員が確保されている。1974年（昭和49年）10月29日開通。

## トレイルルート
尾根道はトレイルルート「名田庄トレイル」の一部である。頭巾山（標高871m）からは概ね下り坂で、一部は急斜面になっておりロープが設置されている箇所もある。ナタショウトレイルランニングレースではエイド2（関門）のチェックポイントが置かれている。エイド2（関門）の堀越峠から東にあるエイド3（関門）の知井坂峠までの尾根道はアップダウンが大きい。

## 位置情報
- 所在地：京都府南丹市 - 福井県大飯郡おおい町

- 北緯35度22分11.1秒 東経135度35分29.1秒 / 北緯35.369750度 東経135.591417度
- 口坂本(宮津) - 地理院地図
- 堀越峠 - Google マップ

## 隣接する峠
- 九鬼ヶ坂